# Barbouriidae
Barbouriidae is een familie van kreeftachtigen uit de klasse van de Malacostraca (hogere kreeftachtigen).

## Geslachten
- Barbouria Rathbun, 1912
- Janicea Manning & C.W.J. Hart, 1984
- Parhippolyte Borradaile, 1900